# Dorfkirche Sacro

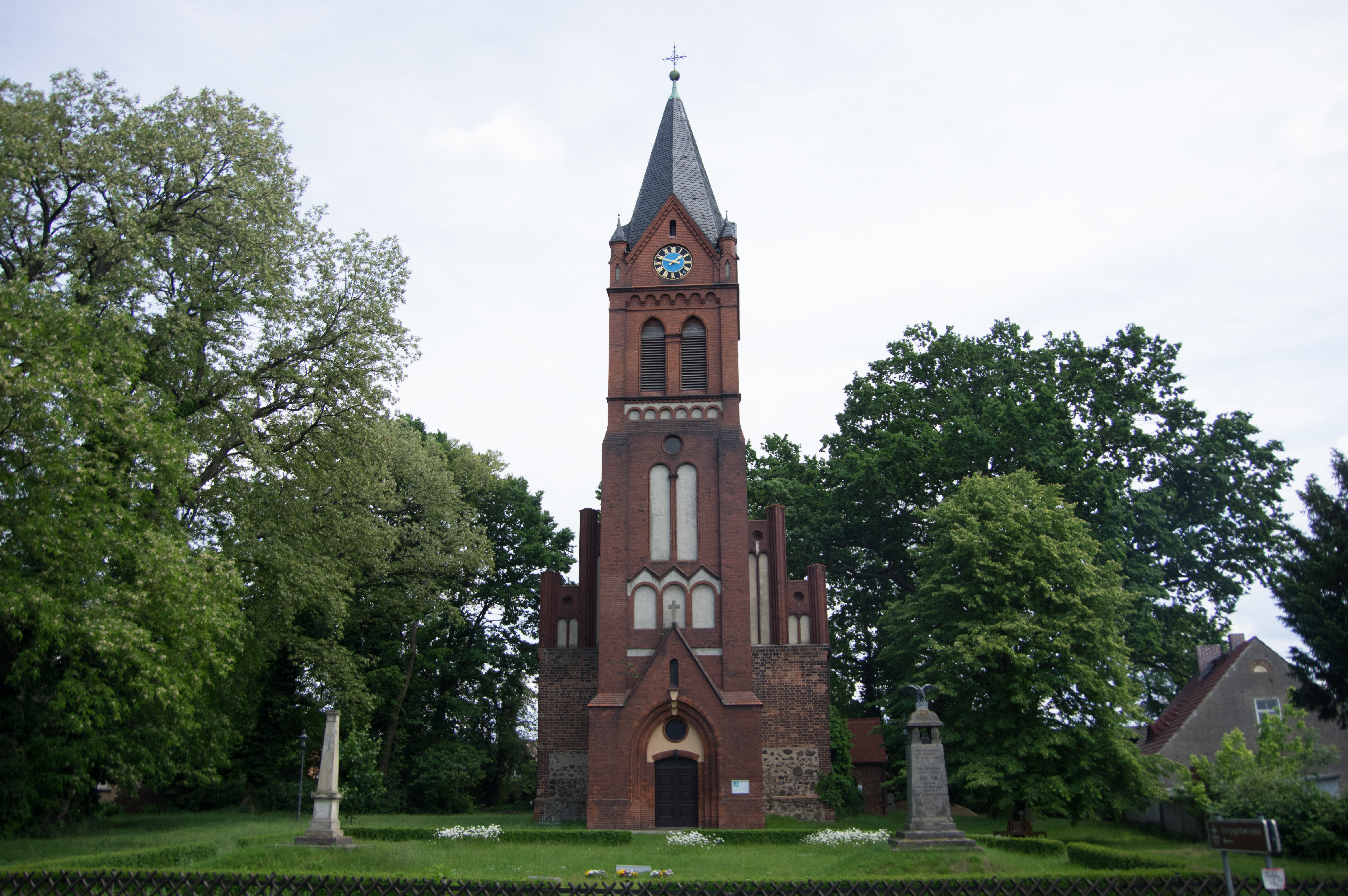
Dorfkirche Sacro (2019)

Die Dorfkirche Sacro ist das Kirchengebäude im Ortsteil Sacro der Stadt Forst (Lausitz) im Landkreis Spree-Neiße in Brandenburg. Die Kirche gehört der Kirchengemeinde Forst-Nord im Kirchenkreis Cottbus, der Teil der Evangelischen Kirche Berlin-Brandenburg-schlesische Oberlausitz ist, und steht unter Denkmalschutz.

## Architektur und Geschichte
Die Sacroer Kirche wurde wahrscheinlich in der ersten Hälfte des 15. Jahrhunderts an Stelle eines Vorgängerbaus errichtet. Das Langhaus ist im unteren Teil mit Feldsteinen und Raseneisensteinen gebaut, der obere Teil ist als Ziegelmauerwerk ausgeführt. Unter der Traufe ist die Fassade durch einen Putzfries gegliedert. Das Dach wurde im Jahr 1501 gebaut, gleichzeitig entstand der Ostschluss mit einem Treppengiebel und drei großen stichbogigen Fenstern. Der Giebel an der Westseite wurde im 19. Jahrhundert nach diesem Vorbild erneuert. Circa 1590 wurde eine kleine Vorhalle an der Südwand angebaut, die in einer Blende die Inschrift „Got ist unser aller trost“ enthält. Der neugotische Westturm wurde im Jahr 1894 von dem Forster Mauermeister Karl Grape erbaut.

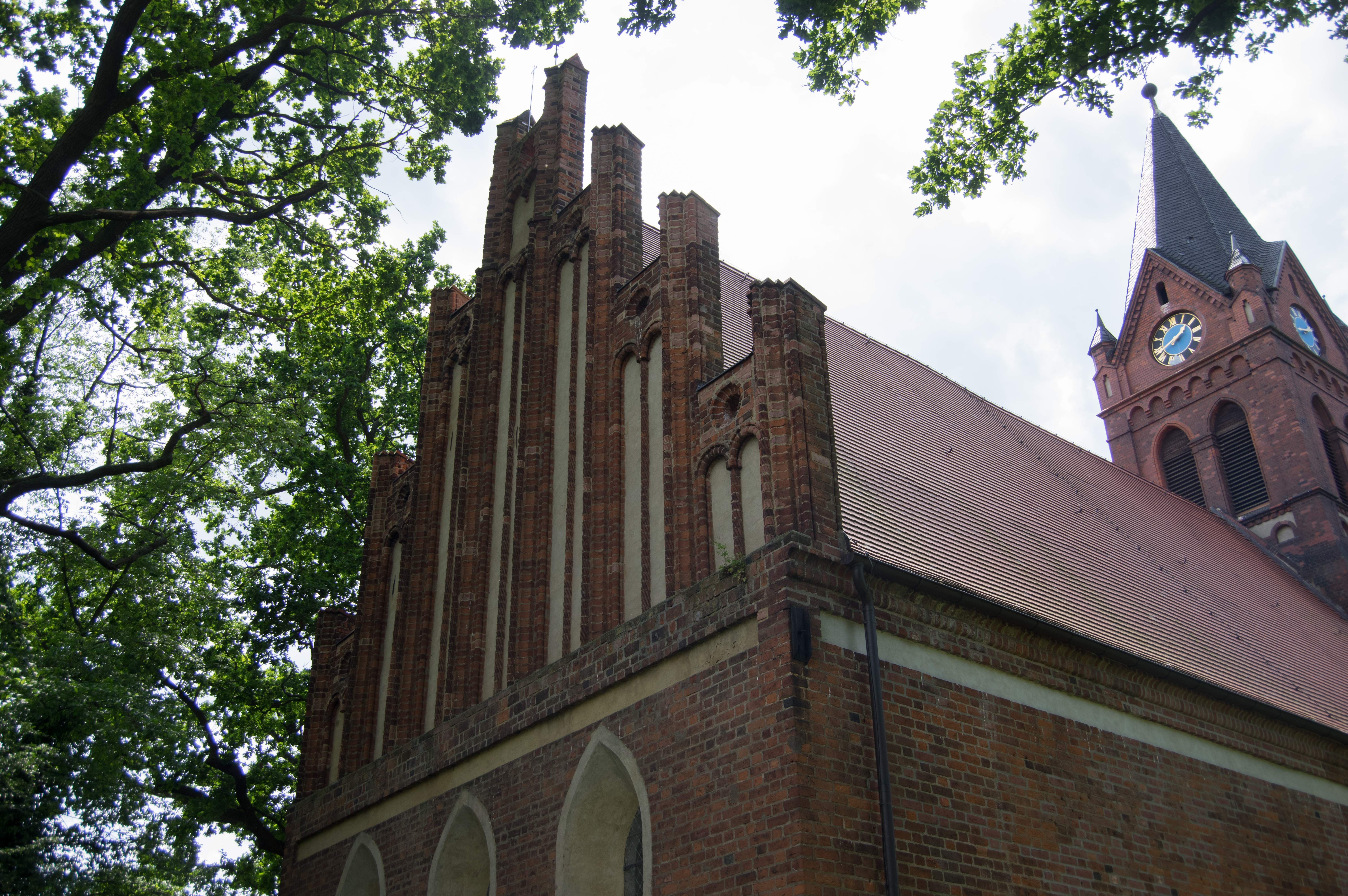
Ostgiebel (2019)

Die Nordwand ist fensterlos und hat ein kleines spitzbogiges Portal in einer rechteckigen Wandvorlage. Der Ostgiebel ist durch acht profilierte Pfeilervorlagen gegliedert. Zwischen den Pfeilervorlagen sind Segmentbogenblenden paarig angeordnet. Der Westturm ist durch Ecklisenen und Blenden gegliedert. Abgeschlossen wird er durch einen Faltdachhelm sowie Ecktürmchen an den Seiten. Im Innenraum ist die Kirche flachgedeckt. Im Jahr 1811 wurden eine Nord- und eine Westempore eingebaut. Auf dem Boden wurden im Jahr 1906 Zementfliesen verlegt, die im Altarbereich im Jahr 1962 durch eine Klinkerpflasterung ersetzt wurden. In einer südlichen Seitennische sind Reste einer Wandmalerei der Auferstehung Jesu Christi aus dem Jahr 1590 erhalten.

## Ausstattung
Zur Ausstattung der Dorfkirche Sacro gehört ein bauzeitlicher Altartisch mit einem barocken Altaraufsatz aus Holz, der von dem Bildhauer Pittius aus Sorau angefertigt und im Jahr 1739 gestiftet wurde. Der Altar zeigt Darstellungen des Abendmahls, der Kreuzigung und der Auferstehung, die letztere Darstellung ist mit einer Glorie bekrönt. Die achteckige hölzerne Taufe aus dem späten 16. oder der ersten Hälfte des 17. Jahrhunderts steht auf einem vasenförmigen Fuß und ist mit Beschlägen und Engelsköpfen verziert. Im Außenbereich liegt die Grabstelle des ehemaligen Pfarrers Gottfried Stein (1637–1701), im Turm befinden sich zwei weitere Grabsteine aus Sandstein, einer von ihnen für den Pastor Friedrich Wilhelm Jänicke (1776–1835).
Die pneumatische Orgel wurde im Jahr 1927 von dem Orgelbaumeister Gustav Heinze aus Sorau gebaut. Das Instrument hat zwei Manuale, ein Pedal und elf Register. Im Turm befindet sich eine 1653 von Simon Kolbe gegossene und von Ferdinand von Biberstein gestiftete Kirchenglocke, die beiden anderen Glocken wurden 1954 von der Firma Schilling aus Apolda gegossen.

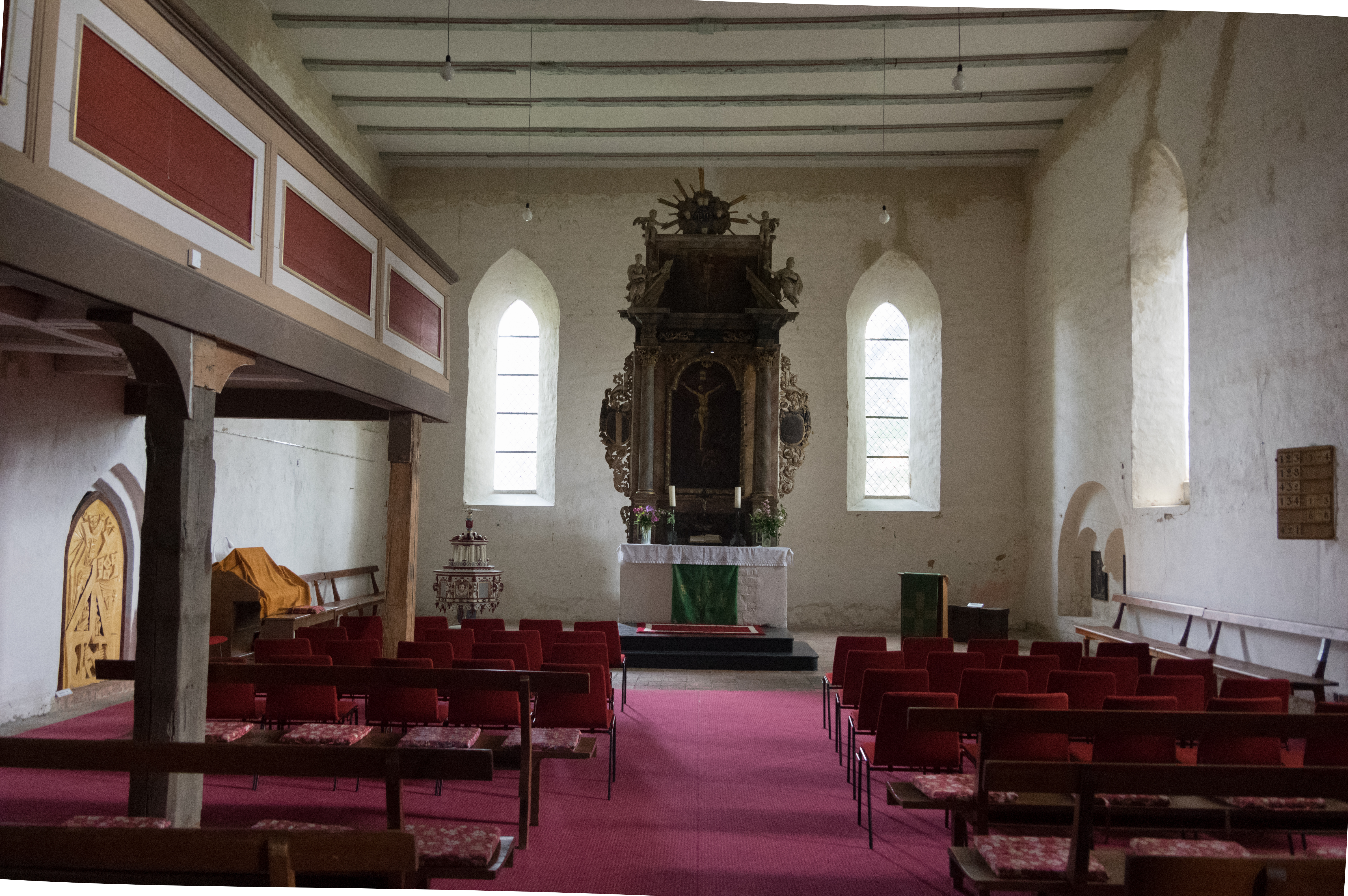
Altar
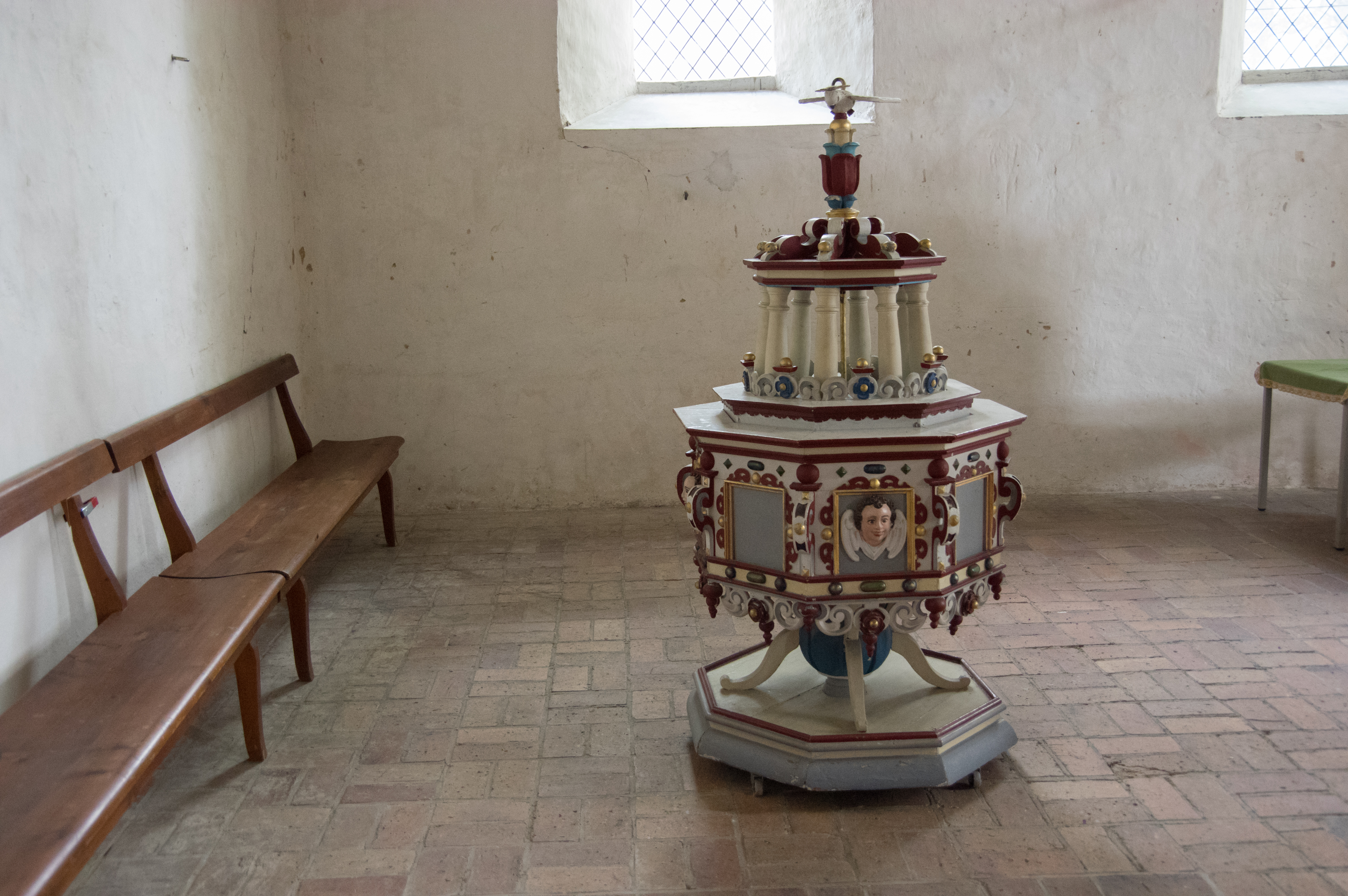
Taufbecken
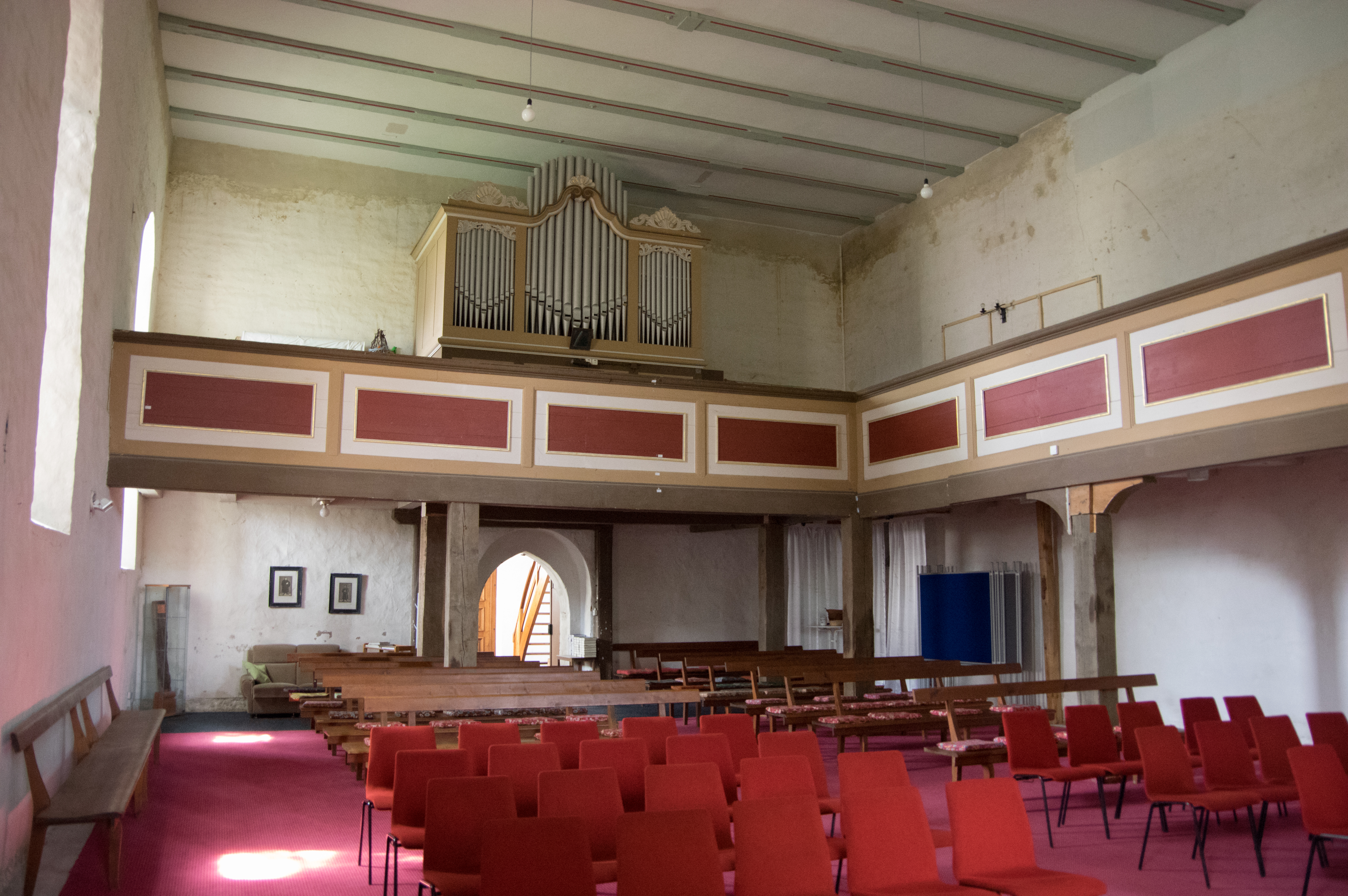
Orgelempore